# Tiridates I av Armenien
Tiridates I av Armenien, död 88 e.Kr., var regerande kung av Armenien mellan 52 och 58 och 62–88 e.Kr. 